# 창녕 관룡사 석장승
창녕 관룡사 석장승(昌寧 觀龍寺 石長丞)은 대한민국 경상남도 창녕군 창녕읍, 관룡사로 가는 오솔길 양쪽에 서 있는 한 쌍의 돌장승이다.
1983년 8월 12일 경상남도의 민속문화재 제6호 관룡사석장승으로 지정되었다가, 2018년 12월 20일 현재의 명칭으로 변경되었다.

## 개요
관룡사로 가는 오솔길 양쪽에 서 있는 한 쌍의 돌장승이다.
사찰 입구에 두는 장승은 절의 경계를 표시하는 역할과 더불어 잡귀의 출입을 막고, 풍수지리적으로 허한 곳의 기운을 불어넣는 등의 기능을 하게 되는데, 이곳의 장승은 사찰의 경계표시·수문장의 역할과 함께 마을 사람들에 의해 그들의 수호신이 되고 있다.
왼쪽에 있는 남장승은 높이 220cm 둘레 70cm의 크기로, 상투를 얹은 듯한 둥근 머리에 관모를 쓰고 있다. 툭 튀어 나온 커다란 눈, 콧구멍이 뚫려있는 주먹코가 특이하며, 콧잔등에는 두 개의 주름을 새겨 놓았고, 꼭 다문 입술 사이로 송곳니 두개가 뻗어 나와 있다. 오른쪽의 여장승은 높이 250cm, 둘레 80cm로, 사다리꼴 모양의 받침돌 위에 구멍을 파서 세웠다. 상투모양이 조각되어 있지만 남장승과는 달리 관모가 없다. 두 장승 모두 몸체에는 아무런 글귀가 없으며, 육중한 몸매로 인해 전체적으로 안정감을 준다.
언제 만들어 세웠는지는 알 수 없으나, 불교와 민간신앙이 결합된 신앙물로 민간의 소박한 미의식이 잘 표현된 작품이라 할 수 있다.

## 참고 자료
- 관룡사석장승 - 국가유산청 국가유산포털